# Єлизавета Фредеріка Софія Бранденбург-Байройтська
Єлизавета Фредеріка Софія Бранденбург-Байройтська (нім. Elisabeth Friederike Sophie von Brandenburg-Bayreuth, 30 серпня 1732 — 6 квітня 1780) — маркграфиня Бранденбург-Байройтська з династії Гогенцоллернів, донька маркграфа Бранденбург-Байройту Фрідріха III та прусської принцеси Вільгельміни, дружина герцога Вюртемберзького Карла Ойгена.
Впливу на політику не мала. Фактично її шлюб тривав від 1748 до 1756 року, після чого герцогиня повернулася до батьків і решту життя провела на батьківщині. Офіційно розлучення оформлене не було, Карл Ойген виплачував їй утримання. Від 1759 року мешкала у Нойштадті-на-Айші, де тримала власний двір. У липні 1765 року переїхала до успадкованого Донндорфського палацу, який назвала замок Фантазія. Через його непридатність до зимової погоди, холодну пору року проводила у Старому Байройтському палаці.

## Біографія

### Ранні роки
Народилась 30 серпня 1732 року у Байройті. Стала єдиною дитиною в родині спадкоємного принца Бранденбург-Байройту Фрідріха та його першої дружини Вільгельміни Прусської, з'явившись на світ за дев'ять місяців після їхнього весілля. Укладений з політичного розрахунку, шлюб між батьками перший час був сповнений любовними почуттями. Також Вільгельміні сподобалось, як її прийняли у Байройті, про що вона повідомляла у листах до родичів. З часом відсутність спадкоємця спричинила розлад між подружжям, Фрідріх почав заводити коханок, найвідомішою з яких стала перша фрейліна його дружини — Вільгельміна Доротея фон дер Марвіц, яку він зробив офіційною фавориткою.

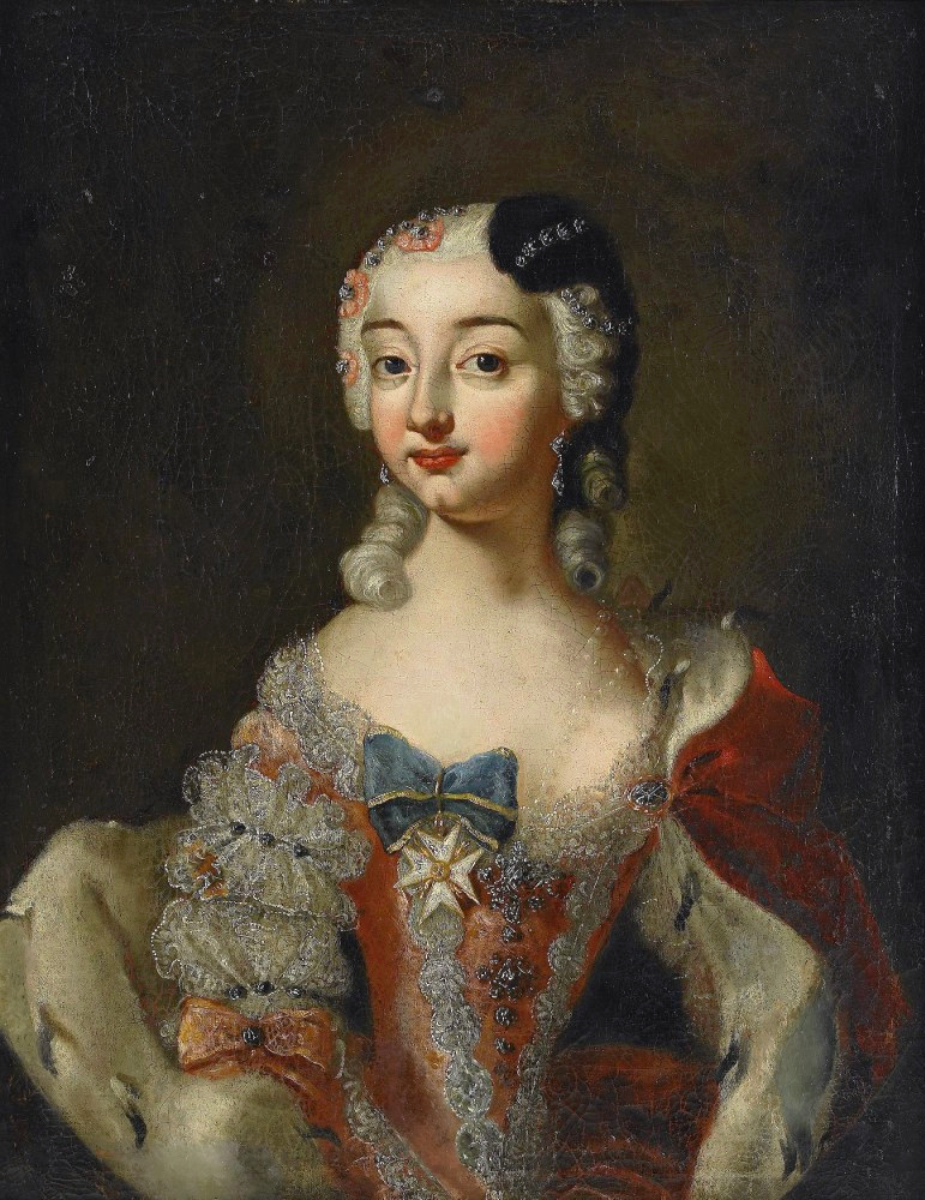
Портрет близько 1749 року

На момент народження Єлизавети Фредеріки Софії маркграфством заправляв її дід Георг Фрідріх Карл. Після його смерті у травні 1735 року, батько став правлячим маркграфом під іменем Фрідріха III. Володарював як представник «просвітницького абсолютизму». Заснував університет та академію мистецтв, а також звів кілька представницьких споруд. Матір підтримувала чоловіка у модернізації країни, сприяла оновленню Маркграфського театра в Ерлангені, розширила подарований їй палац Ермітаж у Байройті, розбила навколо нього великий сад і створила театр під відкритим небом. Сама виступала в ньому акторкою. Була також композиторкою, писала опери, досконало грала на клавесині та лютні. З великим ентузіазмом сприяла розвитку культурного життя двору. Вольтер у 1743 році писав: «Байройт — чудове місто. Тут можна насолоджуватись усіма зручностями двору без незручностей великого світу». Основною резиденцією сімейства слугував Старий Байройтський замок, на початку століття перебудований в італійському стилі.
Єлизавета Фредеріка Софія отримала суворе виховання та була підготовлена до шлюбу, відповідного її статусу. Себе вона зазвичай називала «Friderique» і віддавала перевагу спілкуванню французькою мовою. У січні 1744 року Байройт відвідав 15-річний герцог Вюртембергу Карл Ойген, який закохався у неї. Юнак отримав ретельну освіту при дворі її дядька Фрідріха II, короля Пруссії, і того ж року був проголошений повнолітнім. На руку маркграфині були й інші можновладні претенденти, однак сама вона обрала Карла Ойгена. Як і Фрідріх II, який праг зберегти вплив на герцога-католика, батько дівчини також підтримав пропозицію легеня. 22 лютого 1744 року пара була заручена.
7 квітня 1748 року Єлизавета Фредеріка Софія пройшла конфірмацію в міській церкві Святої Трійці у Байройті. До весілля принцеси також готувалося відкриття оперного театру у Байройті, будівництво якого велося з 1744 року.

### Шлюб

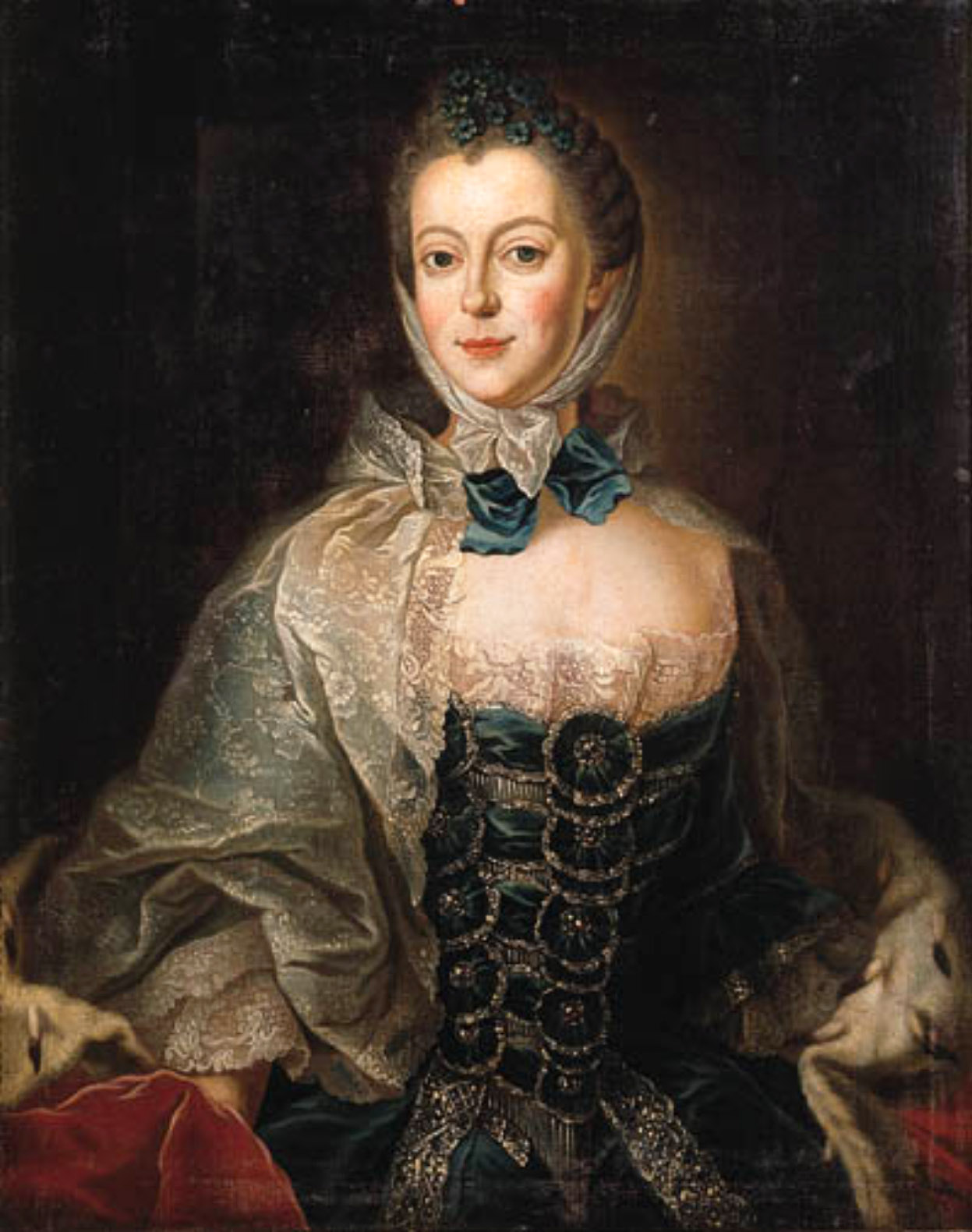
Портрет, приписуваний пензлю Анни Розіни де Гаск, близько 1750 року, замок Фантазія

Єлизавета Фредеріка Софія у 16 років стала дружиною 20-річного герцога Вюртембергу Карла Ойгена. Бучне весілля пройшло 26 вересня 1748 року у Байройті, ставши найпишнішою подією в історії маркграфства. В ході урочистостей, двома виставами, «Артасерс» та «Еціо», був відкритий оперний театр, хоча його фасад все ще залишався недобудованим. Також були викарбувані пам'ятні монети з бюстами молодят і влаштований маштабний феєрверк. Уся піхота вюртемберзького війська з приводу вінчання замість звичайної білої отримала синю уніформу, прийняту у Берліні, оскільки наречена була небогою прусського короля. Натомість, аби вселити нареченому думку, що Байройт є багатим містом, ґонт на передній частині дахів будинків замінили черепицею.
До Штутгарту молодята прибули 12 жовтня. У столиці Вюртембергу від 1746 року тривало будівництво Нового міського палацу. Від  попередників Карла Ойгена залишилась велика резиденція у Людвігсбурзі, зведена на початку XVIII сторіччя у стилі бароко.
Перший час шлюб пари був щасливим. Джакомо Казанова називав двір Вюртембергу найблискучішим в Європі, а герцогиню — найосвіченішою та найвродливішою принцесою усієї Німеччини. Піддані-протестанти раділи, що мають герцогиню-протестантку, оскільки герцог був католиком. У політику Єлизавета Фредеріка Софія не втручалася. Втім, незабаром спільні інтереси та діяльність подружжя обмежилися оперою, театром та іншими придворними урочистостями.
З часом Карл Ойген почав любовні зв'язки з іншими жінками, що дуже засмучувало герцогиню. У 1850 році у пари народилася донька Фредеріка Вільгельміна Августа, що прожила 1 рік. Відсутність спадкоємця збільшила розлад між подружжям. На деякий час їх зблизила подорож Італією 1853 року, однак по поверненню Карл Ойген продовжив попередній спосіб життя. Відомі 77 визнаних ним позашлюбних синів. До остаточного розриву призвів у 1756 році арешт правителем довіреної особи дружини — Маріанни Пінкер, яка виступала як перша оперна солістка при дворі. Герцог звинуватив жінку у доповіді Єлизаветі Фредеріці Софії про його позашлюбні зв'язки. Після марних спроб визволити подругу і враховуючи, що Карл Ойген від 1750 року до самої смерті тримав в ув'язненні власну матір, герцогиня почала побоюватися за власне життя. У вересні 1756 року таємно залишила двір і виїхала до Байройту, щоб більше не повертатись. Розлючений Карл Ойген перевів після цього Маріанну Пінкер зі штутгартської в'язниці до гірської фортеці Гогенасперг, де тримав її в одиночній камері наступні вісім років, звільнивши лише у 1764 році на прохання імператриці Марії-Терезії.

### Роздільне проживання з чоловіком

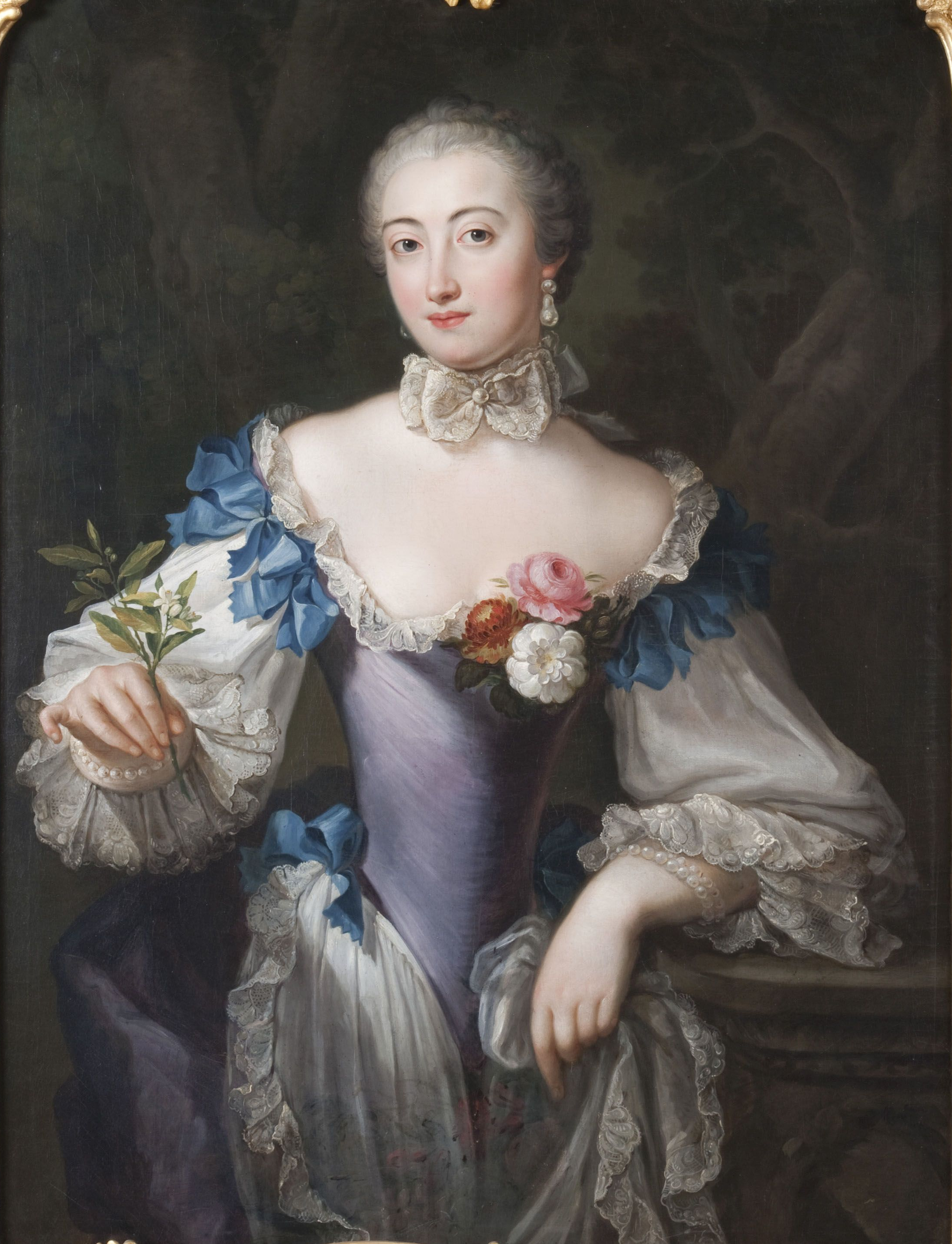
Портрет, приписуваний пензлю Й. Г. Тішбейна або П. Батоні, між 1740 та 1760

У 1759 році Фрідріх III домовився з Карлом Ойгеном щодо подальшої долі доньки: офіційне розлучення не оформлялося, Єлизавета Фредеріка Софія залишалася герцогинею Вюртемберзькою, на її утримання чоловік виділяв 54 000 гульденів щороку, натомість отримавши право призначати їй прислугу, аби бути в курсі її планів і впливати на них.
27 липня 1759 року Єлизавета Фредеріка Софія оселилася в Нойштадті-на-Айші, де не почувала себе особливо комфортно, але провела майже п'ять років як  правителька, тримаючи власний двір. Разом з тим, потребувала більш витонченого придворного, соціального та культурного життя, яке міг надати лише маркграфський двір у Байройті. Вюртемберзькі стани також протестували проти утримання власного двору герцогині та вимагали її  переїзду до Вюртембергу.
Матір Єлизавети Фредеріки Софії померла у жовтні 1758 року. У лютому 1763 року втратила і батька. Новим маркграфом Бранденбург-Байройту став його дядько Фрідріх Крістіан. Король Пруссії Фрідріх II запросив небогу до свого двору у Потсдамі, однак та відмовилась, не бажаючи бути «однією з багатьох» тамтешніх принцес і відомих дам. Домовившись із Фрідріхом Крістіаном, 6 червня 1763 року повідомила короля, что двоюрідний дід запропонував їй проживання у Байройті, сподіваючись, що воно буде «менш сумним, ніж у Нойштадті».
20 вересня 1763 року Фрідріх Крістіан та Єлизавети Фредеріка Софія підписали документ, за яким герцогиня, зі згоди короля, передавала маркграфу коштовності своєї матері, натомість отримуючи «маєтки та замок Донндорф ad dies vitae». Передача замку Донндорф і садиб Донндорф та Екерсдорф відбулася 21 жовтня 1763 року. Були запрошені всі піддані та ленники. У протоколі зазначено п'ять духовних і світських «слуг», 31 підданий у Донндорфі, 59 — у Екерсдорфі, 24 іноземці та 48 ленників у Донндорфі.
Надалі велася добудова замку та підготовка до переїзду туди герцогині. У червні 1765 року Єлизавета Фредеріка Софія оселилася в Донндорфському замку та продовжила роботи, що велися в ньому, давши домівці нову назву — Замок Фантазія. Навколо був розбитий сад в стилі пізнього бароко. До розчарування жінки, з'ясувалося, що будівля не пристосована до зимових морозів, і маркграф запропонував їй проводити холодну пору року у Старому Байройтському палаці. Втім, як літню резиденцію, замок Фантазія герцогиня використовувала до самої смерті.

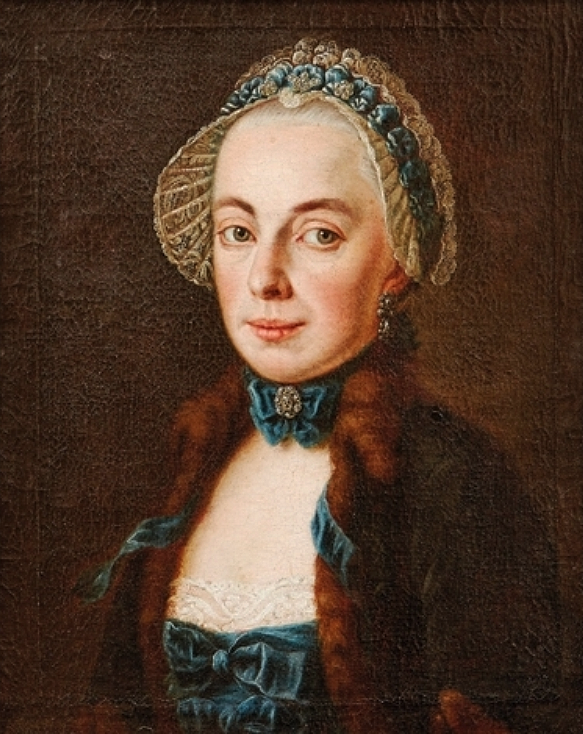
Портрет пензля невідомого майстра

Подальше покращення умов життя правительки тривало ще два роки. Певних зусиль доклав до цього і Фрідріх II, при дворі якого Єлизавета Фредеріка Софія перебувала з листопада 1766 до липня 1767 року. Після тривалих переговорів між уповноваженими Карла Ойгена та прусського короля, було підписано договір, який включав гарантовану своєчасну виплату утримання герцогині, скасування необхідності повідомляти чоловіка про своє місцезнаходження та вибір жінкою слуг на власний розсуд.
Новим обергофмайстром герцогині став Фрідріх Карл Людвіг Ернст, барон фон Кюнссберг, який був ще камергером її матері. Вірним помічником залишався  нюрнбержець Крістоф Йоахім, барон Галлер фон Галлерштайн, який неодноразово давав жінці поради під час перебування її у Нойштадті. У 1767 році, в листі до дружини, він дуже критично змальовував двір Єлизавети Фредеріки Софії, де все ще домінували вюртембержці.
У січні 1769 року, не залишивши нащадків, помер маркграф Фрідріх Крістіан. Бранденбург-Байройт перейшов до кузена герцогині, Карла Александра, який також володарював у Бранденбург-Ансбасі. Той віддавав перевагу проживанню у своєму маєтку Трісдорф, і Байройт перестав бути столицею. Байройтські придворні були звільнені. Із новим правителем Єлизавета Фредеріка Софія добре ладнала, до того ж у неї залишився її номінально все ще «вюртемберзький» двір.
Померла герцогиня 6 квітня 1780 року у Старому Байройтському замку. Була похована поруч із батьками у замковій кірсі Байройту.
Після її смерті замковий комплекс Фантазія зазнав занепаду. Лише у 1793 році він знову став літньою резиденцією, коли перейшов у володіння Фредеріки Доротеї Софії Бранденбург-Шведтської.

## Родина
Чоловік — Карл Ойген, герцог Вюртемберзький
Діти:
- Фредеріка Вільгельміна Августа (1850—1851) — прожила 1 рік.